# Podenc portuguès

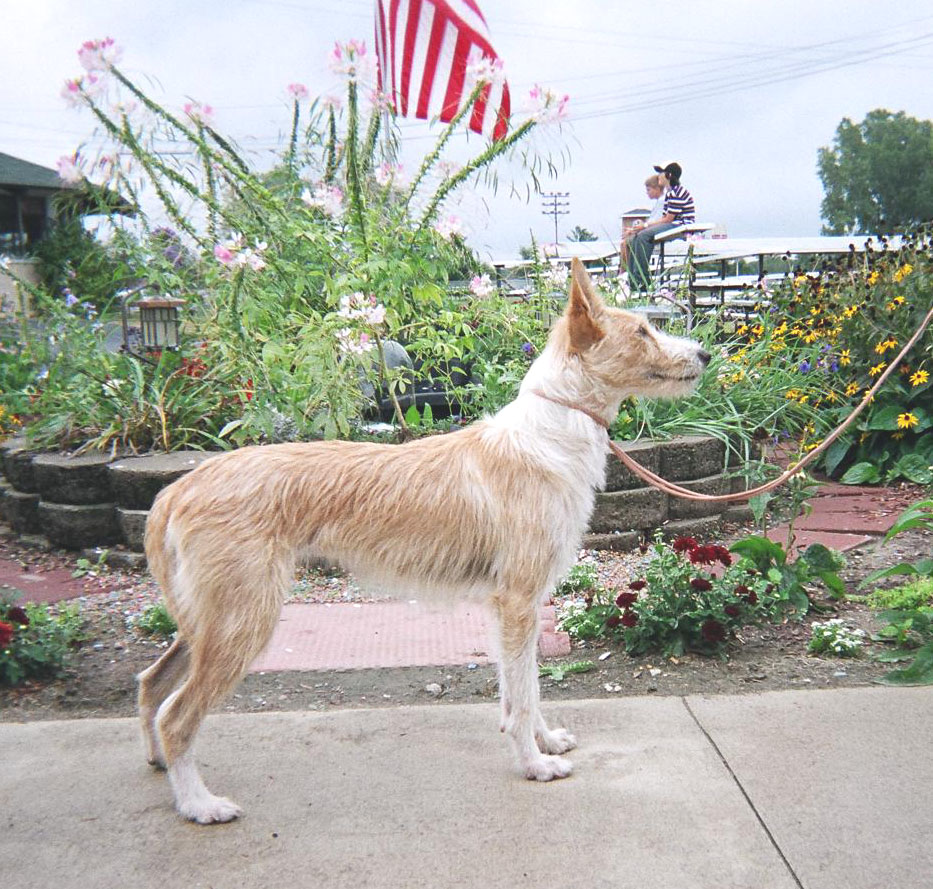
Podenc portuguès, mida gran i pèl dur.

El podenc portuguès (en portuguès, Podengo Português) és una raça de gos portuguesa emprada tradicionalment per a la caça del conill.
Existeixen tres tipus d'aquesta raça de podenc: de grandària gran, mitjà i petit. També hi ha dos tipus de pelatge.